# Ruuhilampi
Ruuhilampi är en sjö i kommunen Perho i landskapet Mellersta Österbotten i Finland. Arean är 28 hektar och strandlinjen är 2,39 kilometer lång. Sjön  ingår i Perho å huvudavrinningsområde.   Den ligger omkring 100 kilometer sydöst om Karleby och omkring 340 kilometer norr om Helsingfors. 